# Rezerwat przyrody Kręgi Kamienne (województwo świętokrzyskie)
Rezerwat przyrody Kręgi Kamienne – rezerwat przyrody nieożywionej w gminie Miedziana Góra, w powiecie kieleckim, w województwie świętokrzyskim. Znajduje się w obrębie otuliny Suchedniowsko-Oblęgorskiego Parku Krajobrazowego.
- Powierzchnia: 12,33 ha (akt powołujący podawał 12,75 ha)
- Rok utworzenia: 1994
- Dokument powołujący: zarządzenie MOŚZNiL z 15.09 1994; MP. 53/1994, poz. 450
- Numer ewidencyjny WKP: 051
- Charakter rezerwatu: częściowy
- Przedmiot ochrony: fragment odsłonięcia piaskowców dolnotriasowych piaskowców tumlińskich, krajobraz, morfologia i szata roślinna wzgórza stanowiącego otoczenie prawnie chronionych zabytków kultury materialnej

Obejmuje fragment Góry Grodowej koło Tumlina, położonej w Paśmie Tumlińskim Gór Świętokrzyskich. Teren rezerwatu porasta kontynentalny bór mieszany z dominującą sosną i dębem szypułkowym w wieku 50–70 lat, w domieszce występuje dąb bezszypułkowy, buk, grab, brzoza, klon i pojedyncze świerki. W bezpośrednim sąsiedztwie rezerwatu znajduje się czynny kamieniołom „Tumlin Gród”.
Dziedzictwo kulturowe stanowią:
- pogańskie kulturowe kręgi kamienne z VIII–IX wieku (słowiański obiekt kultowy) – zniszczone w znacznej części przez dawny kamieniołom,
- szańce ziemne z czasów I wojny światowej,
- kamienna kaplica pw. Przemienienia Pańskiego z 1850 roku stojąca na miejscu wcześniejszej, drewnianej (według legendy zbudowanej dla upamiętnienia setnej rocznicy odparcia wojsk szwedzkich), wpisana do rejestru zabytków nieruchomych (nr rej.: A.450 z 29.01.1987)[3].

Teren rezerwatu przecina  Główny Szlak Świętokrzyski im. Edmunda Massalskiego.